# 旭龢道食水配水庫

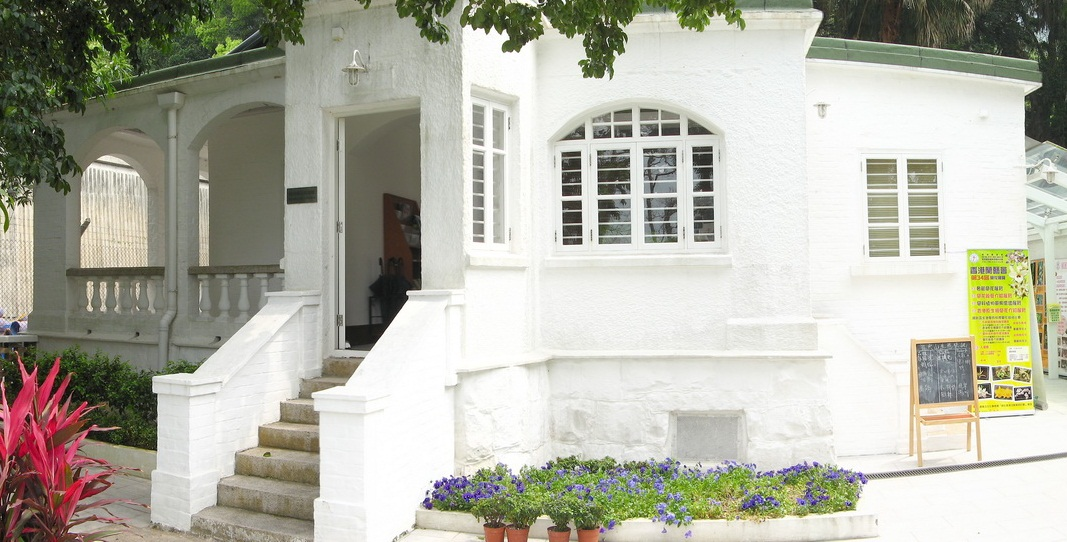
西環濾水廠工人宿舍

旭龢道食水配水庫（英語：Kotewall Road Fresh Water Service Reservoir）是香港一個食水配水庫，位於香港島西區旭龢道50號，香港大學大學道以南，前身稱為西約濾水廠（West Point Filters），其工人宿舍（West Point Filters Bungalow）被列為香港一級歷史建築。

## 歷史
西環濾水廠於1914年開始興建，並於1919年落成，為1907年落成的西環配水庫之配套設施，以改善干德道以上的半山區之供水情況。1996年，水務署將濾水廠改為儲水庫，改稱旭龢道食水配水庫，於1997年恢復服務。該處的工人宿舍得以保留，被列為香港一級歷史建築，現為龍虎山環境教育中心。